# Docosahexaensäure
Docosahexaensäure (die Abkürzung DHA steht für englisch Docosahexaenoic acid) ist eine mehrfach ungesättigte Fettsäure in der Gruppe der Polyene. Sie gehört der Klasse der Omega-3-Fettsäuren an.

## Vorkommen

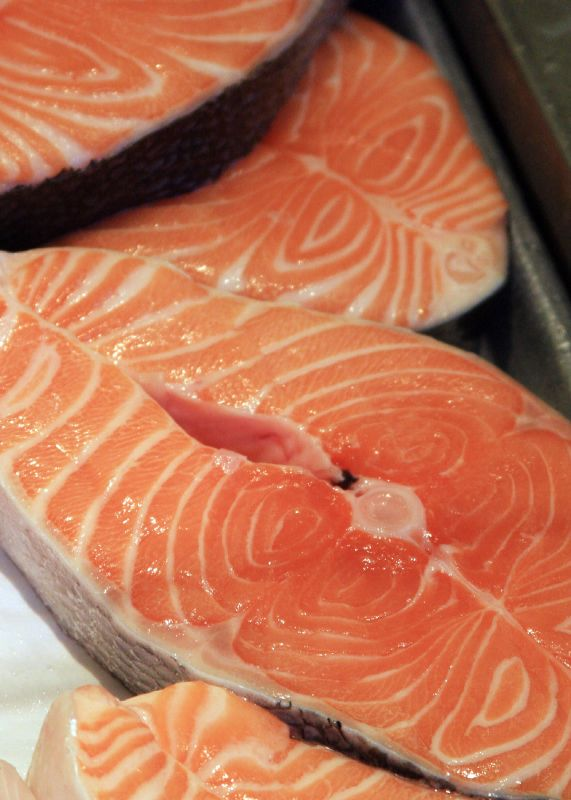
Küchenfertiger Lachs, als Steak geschnitten

Docosahexaensäure wird von phototrophen und heterotrophen marinen Mikroalgen produziert. In hohen Konzentrationen kommt es in den Arten Ulkenia, Pavlova und in der heterotrophen Art Schizochytrium vor. Sie bilden die Basis für die Bereitstellung von DHA in der marinen Nahrungskette. Am häufigsten werden deshalb fettreiche Seefische wie Lachs (Salmo salar) oder Atlantischer Hering (Clupea harengus) als Nahrungsquelle für Eicosapentaensäure (EPA = Eicosapentaenoic acid) und DHA genannt. Fischen aus Aquakultur muss in der Regel EPA und DHA über das Futter bereitgestellt werden, z. B. mittels Fischmehl und Fischöl aus Seefischen.
Der Mensch synthetisiert DHA aus α-Linolensäure (ALA), welche daher als essentiell eingestuft ist. Studien zeigen, dass etwa 5–10 % der aufgenommenen α-Linolensäure in EPA und 2–5 % in DHA umgewandelt werden. Andere Studien sprechen von Umwandlungsraten in EPA und DHA geringer als 5 %. Eine Studie kommt zu dem Schluss, dass die Umwandlungsrate ALA zu DHA bei Säuglingen gleich 1 %, bei Erwachsenen unter 1 % liegt. Eine Steigerung des DHA-Spiegels im Blut durch Supplementierung von zusätzlicher ALA, EPA oder anderer Vorstufen ist laut International Society for the Study of Fatty Acids and Lipids (ISSFAL) nicht möglich. Barcel-Coblijn & Murphy kommen zu dem Schluss, dass der Körper ausreichend DHA bilden kann, wenn genug α-Linolensäure (>1200 mg) pro Tag aufgenommen wird. Eine Übersichtsarbeit von 2016, welche die Umwandlungsraten von ALA in DHA untersuchte, kommt zu dem Schluss, dass ALA ein ungeeigneter Ersatz für DHA ist.
Sie kommt jedoch auch in wenigen Pflanzenarten in geringer Menge vor.

## Eigenschaften
Docosahexaensäure ist eine farblose ölige Flüssigkeit. Die sechs Doppelbindungen liegen in der cis-Form vor. Sie ist eine sogenannte Polyensäure und eine Isolensäure weil die Doppelbindungen durch eine Methylengruppe getrennt sind. Sie besitzt einen sehr tiefen Schmelzpunkt von −44 °C.

## Analytik
Zur zuverlässigen qualitativen und quantitativen Bestimmung der Docosahexaensäure eignet sich nach angemessener Probenvorbereitung die Kopplung der Gaschromatographie, vorzüglich unter Einsatz von Kapillartrennsäulen, mit der Massenspektrometrie. Durch den Einsatz der Massenspektrometrie lassen sich auch spezielle Fragen zur natürlichen oder synthetischen Herkunft der Docosahexaensäure beantworten.

## Biologische Funktion
Docosahexaensäure hat wichtige Stoffwechselfunktionen inne. Als Fettsäurekomponente von Phospholipiden ist sie integraler Bestandteil von Membranen, vor allem der Nervenzellen. So findet sich Docosahexaensäure insbesondere im Gehirn und in der Netzhaut angereichert: Bis zu 97 Prozent der Omega-3-Fettsäuren des Gehirns und bis zu 93 Prozent der Omega-3-Fettsäuren in der Netzhaut bestehen aus DHA. Im Gegensatz zu EPA kann DHA Blutdruck und Herzfrequenz senken. DHA ist Ausgangsstoff der Biosynthese von Docosatrienen, Resolvinen und Neuroprotectinen (sogenannte Docosanoide).
Ihre Biosynthese im tierischen Organismus erfolgt ausgehend von der essentiellen Omega-3-Fettsäure α-Linolensäure über die für den Stoffwechsel ebenfalls bedeutsame EPA. Alter, Krankheiten und Stress genauso wie eine übermäßige Aufnahme an Omega-6-Fettsäuren (Maiskeimöl, Sonnenblumenöl etc.) beeinträchtigen zusätzlich noch die Umwandlung in Docosahexaensäure, z. B. wenn man den Fisch in Sonnenblumenöl anbrät. Die Aufnahmemenge hängt daher auch von der Zubereitung ab. Der regelmäßige Genuss zum Beispiel fetter Seefische, die also am besten gedünstet, gebacken oder in Omega-6-Fettsäuren-armen Fetten gebraten werden, verbessert die Versorgung mit diesen Omega-3-Fettsäuren.
Zu den Geweben im menschlichen Körper, die Docosahexaensäure synthetisieren, gehören die Milchdrüsen (Brüste). DHA ist in Muttermilch enthalten, nicht jedoch in Kuhmilch, was eine Eigenheit der Spezies Mensch sein mag: Der Säugling erhält durch die Muttermilch so zusätzliche Docosahexaensäure zum Aufbau des relativ großen Menschengehirns im Gegensatz zu der Menge, die die Leber des Kleinkinds selbst synthetisieren kann.
Neuere Untersuchungen aus Italien konnten zeigen, dass die Spermaqualität mit dem Gehalt an Docosahexaensäure einherzugehen scheint. Die Ermittlung des Gehalts an Docosahexaensäure könnte daher die Aussagen eines Spermiogramms sinnvoll ergänzen.

## Nahrungsergänzung
Seitens der Deutschen Gesellschaft für Ernährung gibt es keine allgemeine Zufuhrempfehlung für DHA/EPA (Ausnahme: Schwangere und Stillende sollten 200 mg DHA pro Tag zuführen).
DHA wird seit einigen Jahren in Form von Kapseln sowie mit Docosahexaensäure angereicherten Lebensmitteln angeboten. Zur Herstellung der Docosahexaensäure gibt es zwei derzeit industriell genutzte Möglichkeiten: die Aufarbeitung von Fischölen aus Fischabfällen fetter Seefische und die biotechnologische Gewinnung durch Züchtung Docosahexaensäure bildender Mikroalgen (Schizochytrium und Ulkenia). Fische können diese Fettsäure selbst herstellen. Die aufgenommenen kurzkettigen Omega-3-Fettsäuren werden von Desaturasen und Elongasen zu Docosahexaensäure metabolisiert. Neben der eigenen Kapazität der Fischzellen, die Fettsäuren selbst zu synthetisieren, akkumulieren sie darüber hinaus Docosahexaensäure durch die Aufnahme von docosahexaensäure-haltigen Mikroalgen und Plankton.
Eine von der EU eingesetzte Expertenkommission rät Schwangeren zu einer Zufuhr von mindestens 200 mg DHA pro Tag, was sich vor allem auf die Entwicklung der Augen- und Gehirnfunktionen des Ungeborenen positiv auswirken soll. Auch zu einer ausreichenden Versorgung mit DHA vor allem in den ersten zwei Lebensjahren wird geraten. Mittlerweile setzen auch einige Hersteller von Säuglingsnahrung ihren Produkten Fischöl zu, um den Bedarf von Säuglingen an Omega-3-Fettsäuren zu decken, welche in Muttermilch natürlicherweise vorhanden sind.
Das Bundesinstitut für Risikobewertung (BfR) nennt als mögliche negative Auswirkungen bei übermäßiger Aufnahme von DHA und EPA: Erhöhung des LDL-Cholesterins (bei Aufnahmen ab 700 mg DHA/EPA pro Tag), Beeinträchtigung der Immunabwehr bei älteren Menschen (über entzündungshemmende Effekte), mögliche Erhöhung der kardiovaskulären Mortalität bei entsprechender Vorerkrankung, mögliche erhöhte Blutungsneigung (bei Aufnahmen ab 1,5 g DHA/EPA pro Tag) und offene Fragen bei der Kinderernährung in Bezug auf Blutdruck und BMI. Daher empfiehlt es Höchstmengen in Lebensmittelzusätzen so zu wählen, dass „im Mittel nicht mehr als 1,5 g ungesättigte Omega-3 Fettsäuren (LC-n3) aus allen Quellen verzehrt werden“. Nach dem BfR orientierte sich auch eine EU-Entscheidung zu den Höchstmengen von DHA-Anreicherungen in Lebensmitteln an dem Ziel „eine[r] maximale Gesamtaufnahme von 1,5 g/Tag aus allen Quellen“. Die EU-Kommission hat mit dem Beschluss 2003/427/EG (Entscheidung der Kommission vom 5. Juni 2003) und mit dem erweiternden Beschluss C(2014) 4670 (Durchführungsbeschluss der Kommission vom 14. Juli 2014) Höchstmengen zwischen 200 und 600 mg DHA pro 100 g als Zusatz für verschiedene Lebensmittel (konkret in der Form von einem Algenöl) zugelassen.